# 雅克·韦尔热斯
雅克·韦尔热斯（法語：Jacques Vergès，法語發音：[ʒak vɛʁʒɛs]；1925年3月5日—2013年8月15日），越南裔法国律师、反殖民活动家和作家。二战期间，韦尔热斯曾加入戴高乐领导下的自由法國军队，参加法國抵抗運動。战后，韦尔热斯成为律师，因在阿尔及利亚独立战争期间为阿尔及利亚民族解放阵线（FLN）武装分子辩护而声名大噪。此后，他接手了多起备受争议和关注的法律案件，为多名被控犯恐怖主义、连环杀人、反人类罪和战争罪的被告辩护，其中最著名的案件包括1987年为纳粹军官“里昂屠夫”克劳斯·巴比辩护，1994年为恐怖分子“豺狼卡洛斯”辩护，以及2008年为前紅色高棉元首乔森潘辩护。他还在1998年为罗杰·加洛蒂（大屠杀否认者）以及红军派成员辩护。由于为这些极具争议的人物辩护，韦尔热斯广遭批评，批评者包括知识分子伯纳德-亨利·列维、阿兰·芬基尔克罗、政治活动家格里·盖布尔以及著名纳粹猎人塞尔日·克拉斯费尔德。
20世纪50年代，韦尔热斯利用庭审来发表反对法国在阿尔及利亚殖民统治的观点，因而广受关注。他在审判中质疑检方的权威，制造混乱——他在其著作《司法策略》（De la stratégie judiciaire）中将这一方法称为“破裂式辩护”（défense de rupture）。由于激进的政治活动，韦尔热斯于1960年被监禁，其律师执照也一度被吊销。20世纪60年代，韦尔热斯对巴勒斯坦敢死隊战士表示支持。1970年-1978年间，韦尔热斯神秘消失，而他也从未解释过这一时期的行踪。作为一名直言不讳的反帝國主義者，韦尔热斯在21世纪初继续积极参与政治活动，包括反对反恐战争。媒体称其为“恶魔的辩护人”（L'avocat du diable），而他本人也乐于通过各种举动强化这一形象，例如他将其自传命名为《闪亮的混蛋》（Le Salaud lumineux），并在采访中做出挑衅性的回答，例如“我甚至愿意为布什辩护！但前提是他同意认罪”。